# Aloha (1931)
Aloha é um filme de drama estadunidense de 1931 dirigido por Albert S. Rogell e estrelado por Ben Lyon e Raquel Torres.

## Elenco
- Ben Lyon – Jimmy Bradford
- Raquel Torres – Ilanu
- Robert Edeson – James Bradford, Sr.
- Alan Hale – Stevens
- Thelma Todd – Winifred Bradford
- Ena Gregory – Elaine Marvin
- Otis Harlan – Old Ben
- T. Roy Barnes – Johnny Marvin
- Robert Ellis – Larry Leavitt
- Donald Reed – Kahea
- Al St. John – Sailor
- Dickie Moore – Junior Bradford
- Marcia Harris – Governess
- Addie McPhail – Rosalie